# Fint Tillsammans
Fint Tillsammans är ett svenskt rockband bestående av Henrik Wiklund, Martin Stensö och Henrik Svensson. Bandet ger ut sina skivor på det Värmlandsbaserade skivbolaget Silence Records.

## Biografi
Fint Tillsammans skivdebuterade 1995 med EP:n Starke Adolf, utgiven på det lilla bolaget Dilettante Productions. Bandet kontrakterades därefter av Silence Records, där albumdebuten Med drömmen som ström gavs ut 1996. Denna följdes av Mötet med flygfolket (1998), Benno Presents Volume 3 (1999) och En världsomsegling (2000). 2005 släpptes gruppens fjärde studioalbum, det självbetitlade Fint Tillsammans, och i anslutning till detta gavs EP-skivorna Min Fender, Varför... och Manlig gemenskap ut.

## Stil
Musikaliskt har Fint Tillsammans många beröringspunkter med den svenska progressiva rock och pop som också hade hemvist på Silence Records under 1970- och 1980-talen. Trots att flertalet låtar är instrumentala är soundet modernare än 1970-talets Silence-progg, och många låtar är uppbyggda på traditionellt vokalburet vis.

## Medlemmar
Ordinarie medlemmar
- Martin Stensö – klaviatur, sång, basgitarr
- Henrik Svensson – trummor, gitarr, basgitarr, klaviatur, vibrafon
- Henrik Wiklund – gitarr, vibrafon

Bidragande musiker (studio/live)
- Anders Ericson – gitarr, körsång, piano, slagverk
- Thomas Meyer – körsång
- Viktor Brobacke – mässinginstrument
- Rickard Elofsson – mässinginstrument
- Mårten Nehrfors – viola
- Lisen Schultz – cello
- Daniel Lundell – klarinett
- Gustav Bendt – saxofon
- Martin Linder – saxofon
- Lars Jensen – synthesizer
- Tobias Eklund – trombon
- Viktor Brobacke – trombon
- Anders Palmborg – trumpet
- Rikard Elofsson – trumpet
- Björn Hansell – saxofon
- Karin Krantz – trombon

## Diskografi
Studioalbum
- 1996 – Med drömmen som ström
- 1998 – Mötet med flygfolket
- 2000 – En världsomsegling
- 2005 – Fint Tillsammans [3]

EP
- 1995 – Starke Adolf
- 1999 – Benno Presents Volume 3
- 2004 – Min Fender
- 2005 – Varför...
- 2005 – Manlig gemenskap

Singlar
- 1998 – "Vakna! Vi är nakna!"
- 1999 – "Jag sov på en våg"